# Elisabeth Baudisch

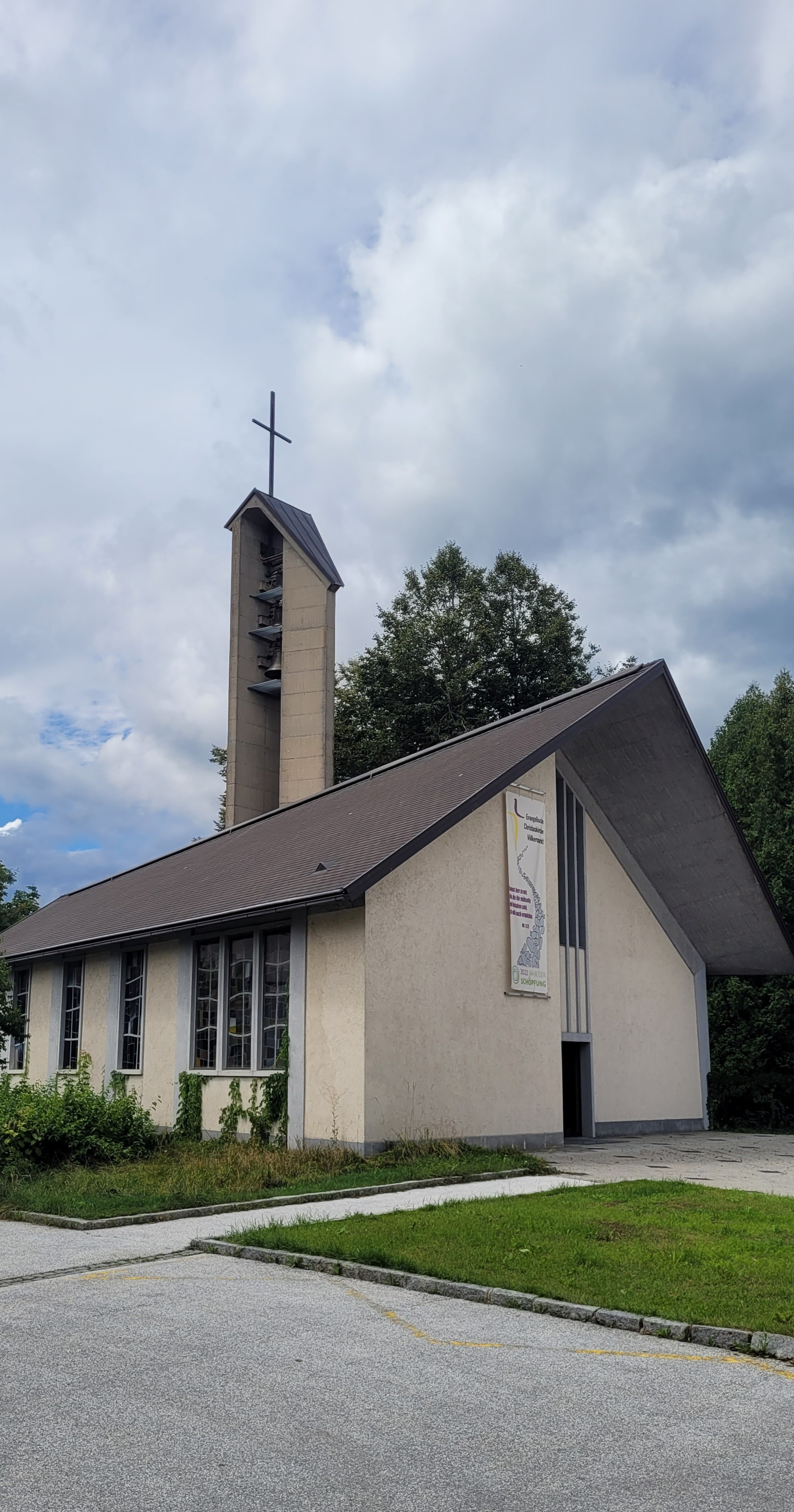
Christuskirche (Völkermarkt) von Elisabeth Baudisch und Eberhard Klaura

Elisabeth „Li“ Baudisch (* 16. Juni 1929 als Elisabeth Rauth in Innsbruck; † 16. März 2022 in Klagenfurt am Wörthersee) war eine österreichische Architektin, Fotografin, Pädagogin und Gönnerin.

## Werdegang und Wirken
Die gebürtige Tirolerin Elisabeth Rauth begann ihr Architekturstudium 1948 an der Akademie der Bildenden Künste Wien. Hier lernte sie ihren späteren Mann, den aus Wien stammenden Erich Baudisch, kennen.
Auf Vorschlag von Lois Welzenbacher wurde sie 1953 als erste Frau in der Geschichte der Akademie zur Assistentin an seiner Meisterschule bestellt. Aus budgetären Gründen konnte sie diese Stelle aber nicht antreten. Mit ihrem Mann ließ sich Baudisch 1955 in Kärnten nieder, wo sie fortan als Architektin, Ziviltechnikerin und Pädagogin wirkte. Bald änderte sie ihren Taufnamen „Elisabeth“ zum geschlechtsneutralen „Li“, um bei Ausschreibungen als Frau nicht bereits im Vorfeld auszuscheiden.
Während gebürtige Kärntner wie Roland Rainer und Günther Domenig hauptsächlich außerhalb Kärntens reüssierten, war Baudisch eine maßgebliche Kraft dafür, moderne Architektur in Kärnten zu etablieren. Sie war hier auch eine der ersten Architektinnen von Rang und Namen. In ihren späteren Jahren wurde sie häufig als „Grande Dame“ der Kärntner Architektur bezeichnet.
Baudisch baute zahlreiche Einfamilienhäuser. Ihr bekanntester Bau ist aber die Christuskirche (Völkermarkt), realisiert zusammen mit ihrem langjährigen Büropartner Eberhard Klaura. Auf einem Grundriss von zwei ineinandergreifenden Trapezen erhebt sich ein Stahlbetonskelettbau. Das Dach liegt als zwei dünne Betonscheiben auf dem Kirchenschiff und gibt dem Gebäude eine zeltartige Anmutung. Der Glockenträger ist freistehend. Architekturkritiker loben die Liebe der Architekten zum Detail sowie die warme Lichtstimmung im Hauptraum der Kirche.
Baudisch hatte zahlreiche Interessen jenseits der Architektur. Seit 1978 war sie freischaffende Fotografin. Im Jahr 1990 promovierte sie an der heutigen Universität Klagenfurt im Fach Philosophie. Selbst kinderlos, war sie eine lebenslange Gönnerin der SOS-Kinderdörfer.

## Schriften
- Herausgeber Manfred Moser und Klaus Ratschiller: „Li. Photos von Elisabeth Baudisch“. Drava Verlag – Klagenfurt (2009) ISBN 978-3-85435-594-6